# José Pedro Biléu
José Pedro Biléu (Mora, 10 de abril de 1932 - Évora, 9 de abril de 2016) foi um futebolista internacional português que atuava como avançado. Elegante e discreto, foi o maior goleador da equipa do Lusitano de Évora nos 14 anos em que esta equipa atuou na Primeira Divisão de Portugal e um dos grandes extremos portugueses dos anos 50.

## Carreira no futebol
José Pedro Biléu começou a jogar futebol no Luso Morense, onde se manteve até aos 20 anos. Na sua última época em Mora o clube teve uma boa prestação no torneio distrital de apuramento e alcançou um brilhante segundo lugar na sua série da III Divisão. Contou numa reportagem intitulada "Um rapazinho alentejano chamado Zé Pedro", à Crónica Desportiva em 1957, que nessa altura o amor à bola era tão inexplicável como amor por uma mulher. Talvez o desejo de correr, de vibrar ou as ilusões que todos nós quando notamos certa queda para o futebol, temos em ser, um dia, um ás do popular desporto.
Nessa época chamou a atenção do Lusitano de Évora, tendo-se transferido para o Campo Estrela no verão de 1952 após a subida dos eborenses à I Divisão. Fixou-se de imediato na primeira categoria.
José Pedro foi juntamente com Carlos Falé, Dinis Vital, Manuel Paixão e Teotónio Barreiros um dos totalistas que fizeram todas as épocas pelo clube de Évora na I Divisão. Aprendendo com veteranos consagrados como Patalino, Teixeira da Silva, Duarte ou Domingo García y García, explodiu verdadeiramente na sua terceira época em 1954/55 quando era treinado por Cândido Tavares com 14 golos em 28 jogos. Não é surpreendente que tivesse sido chamado às seleções AA e BB.
Em 1956, participa com Vital e Falé no torneio internacional da Nato, tendo um dos jogos contra o Egipto sido disputado em Évora, uma vez que o Campo Estrela era um dos poucos estádios relvados existentes no país.
Em 1956/57 um grave acidente de viação afastou-o da maior parte da época em que o Lusitano alcançaria a sua melhor classificação de sempre e nunca mais voltaria a ser chamado à seleção. Manter-se-ia no clube até 1967, após uma última época já na II Divisão, depois de 128 golos oficiais marcados.
Continuou a viver na cidade de Évora e já veterano ainda jogou no outro clube de Évora, o Juventude nas divisões inferiores portuguesas.

## Seleção Nacional
Somou duas internacionalizações pela seleção A de Portugal tendo-se estreado a 22 de maio de 1955, no Porto, frente à Inglaterra, numa vitória por 3-1.
Teve ainda 4 internacionalizações pela Seleção B, contra a Áustria, Luxemburgo, Espanha e Turquia, tendo apontado dois golos ao Luxemburgo.
Marcou ainda pela Seleção B dois golos à extinta seleção nacional do Sarre.

## Morte
Após o futebol José Pedro Biléu sempre se esquivou a homenagens ou a dar entrevistas, tendo-se dedicado à sua carreira como bancário e jogando esporadicamente pela equipa de veteranos do Lusitano, organizada por Carlos Falé. Retirou-se depois para Mora. Viria a falecer no dia 9 de Abril de 2016, com 83 anos.